# Кудрявый (посёлок)
Кудря́вый — посёлок в Будённовском районе (муниципальном округе) Ставропольского края России.

## География
На востоке: посёлок Терский (1 км). На юго-востоке: балка Кудрявая
Расстояние до краевого центра: 201 км. Расстояние до районного центра: 99 км.

## История
В соответствии с Указом Президиума Верховного Совета РСФСР от 21 сентября 1964 года посёлок Первая ферма совхоза «Терский» Прикумского сельского района был переименован в посёлок Кудрявый.
До 16 марта 2020 года посёлок входил в состав сельского поселения Терский сельсовет.

## Население
| 1989 | 2002 | 2010 | 2011 | 2012 | 2014 |
| ---- | ---- | ---- | ---- | ---- | ---- |
| 282  | ↘156 | ↗169 | ↘167 | ↘144 | ↘100 |